# 艾达·刘易斯
艾达韦利·左拉达·刘易斯-威尔逊（英語：Idawalley Zorada Lewis-Wilson，1842年2月25日—1911年10月24日），美国人，以看守灯塔为业。她也营救遭受海难的人，并因这样的事迹而著称。

## 生平
艾达·刘易斯出生在美国罗德岛州纽波特，是海军陆战队何西阿·刘易斯队长（Captain Hosea Lewis）的孩子。队长有四个孩子，她是当中最大的一个。1854年，父亲调任，来到灯塔服务处，受遣看守石灰岩岛灯塔（Lime Rock Light）。灯塔位于纽波特石灰岩岛（Lime Rock）。1857年，全家移居此处。此後，没过四个月，艾达的父亲就患上了中風，成为了残疾人。艾达的姐姐也罹患重病。从此，艾达的家务责任变得繁重，她需要同时照顾父亲与姐姐。此外，她要在母亲帮助下，保证灯塔每天能够正常发光。为此，每到薄暮时，她需要为灯芯加油，子夜再重复之。她需要修整灯芯，从反射器上把碳抛出来。黎明时，她再将灯光熄灭。
由于该岛四面环海，抵陆的唯一途径就是乘船。15岁的时候，艾达被誉为纽波特最习水性的人。每个工作日裡，她都要划船，将她弟弟妹妹送到学校，并按需从城镇取得物资。慢慢地，划船对她而言不再是繁重之务，她开始熟稔於划船了。她曾听说女人不宜划船，便回复道：“没人会认为女性救不了别人的生命，觉得救不了的只有蠢驴吧。”
1854年，艾达就展开了她人生中第一次的救援，当时她12岁。当时，四人同舟，舟爲海水所覆，幸被艾達救援。
她最著名的一次救援发生在1869年3月29日。当时，中士詹姆斯·亚当斯（Sgt. James Adams）和上等兵约翰·麦克劳克林（Pvt. John McLaughlin）这两位兵士，乘一艘小船通过纽波特港驶向亚当斯堡。一个14岁的男孩声称自己知道该如何通过港口，自告奋勇指引小船航行。不料一场突如其来的暴风雪搅动着港口附近海域的水流，小船不幸覆没。两名士兵紧紧抱住小船得以活命，而男孩失踪在冰冷的水中。此时的艾达身体抱恙，但听闻母亲发现了两个落水的人，还没有顾得上穿外套和鞋子，就跑到自己的船上准备展开救援。在弟弟的帮助下，她将这两个士兵拉到船上，并带至灯塔。事后，其中一位士兵向艾达赠送了一枚金手表，两人还在亚当斯堡筹集了218美元给她以示感谢。多次救援中艾达身上崇高的英雄主义，也使她成了美国第一位获得黄金救生奖章的女子。并且为表示感谢，两名士兵在亚当斯堡筹集了218美元给她。